# Autòlols
Els autòlols (en llatí autololes o autololae, en grec antic Αὐτολάλαι) eren un poble gètul situat a la costa occidental d'Àfrica "a l'interior de Líbia", segons Claudi Ptolemeu.
Sembla que vivien tant a la banda nord com al sud de l'Atles. Claudi Ptolemeu diu que tenien una ciutat anomenada Autolala o Autolalae (Αὐτολάλα, Αὐτολάλαι). Ptolemeu en fa referència com a punt d'observació astronòmica, i explica que la ciutat tenia el sol en posició vertical un dia a l'any, el del solstici d'hivern. Tots els autors que en parlen (Plini el Vell, Sili Itàlic, Marc Anneu Lucà i Claudi Claudià), diuen que aquest poble portava el nom d'autòlols, a part de Ptolemeu que els anomena "autolalai".